# The Three Doctors
A The Three Doctors a Doctor Who sorozat hatvanötödik része, amit 1972. december 30.-a és január 20.-a között vetítettek négy epizódban.
Ezzel a résszel ünnepelték a sorozat tizedik évadjának megkezdését. Ez a sorozat első olyan része, amiben több Doktor is szerepel.

## Történet
Egy szuper-erős fénysugárral egy organizmus érkezik a Földre, amely több embert transzportál egy ismeretlen helyre. Ugyanakkor a Gallifrey bolygón az Idő Lordokat támadás éri, egy fekete lyuk eseményhorizontja mögül előtörő sugár az összes energiájukat elszívja. Az Idő Lordok végső kétségbeesésükben a Doktorhoz fordulnak – de egymagában ő nem segíthet, társak kellenek, mégpedig korábbi önmagai...
Végeredményként az Idő Lordok jutalmul, feloldják a Doktor száműzetését.

## Utalások
- A dandártábornok utalást tesz a Yetik-re (The Web of Fear), a Cyberman-ekre (The Invasion) és az Autonokra (Spearhead from Space, Terror of the Autons)
- Omega vissza fog térni az Arc of Infinity (1983) című részben. Továbbá megjelenik az Omega című audiojátékban, az The Infinity Doctors című könyvben, és a Search for the Doctor című szerepjátékban.
- A kancellárt Clyde Pollitt alakítja, aki azon Idő Lordok egyikét alakította, aki a Föld-re száműzte a Doktort. Barry Letts egy kommentárjában elmondta, hogy azonos jellegű részt akart létrehozni.
- A The Empire of Glass című regény szerint az első Doktor kiemelése az idővonalából a Galaxy 4 című rész előtt történt.

## Produkció
A történet munkacíme The Black Hole (A fekete lyuk) volt.
A forgatókönyvet eredetileg úgy írták meg, hogy mind a három Doktor szerepelhessen, de Hartnell túl beteg volt, hogy eljátssza  a szerepét, így a szerepét lecsökkentették annyira, hogy a főszereplők a Tardis kommunikációs  képernyőjén beszélgethessenek. Így ez volt az utolsó alkalom, hogy a William Hartnell játszotta a Doktort, mivel 1975-ben halt meg. A Hartnell-es jeleneteket a BBC Ealing-i stúdiójában forgatták, és nem egy garázsban vagy egy kerti fészerben, amit egy rajongó pletyka igaznak talál. De a három színész (Hartnell, Troughton és Partwee) egyszerre megjelentek egy promóciós fénykép erejéig.
Továbbá szerepelhetett volna a Jamie McCrimmon-t játszó Frazer Hines is, de ő nem tudott megjelenni, mert egy ITV-s szappanoperában szerepelt. Így átírták a forgatókönyvet azzal, hogy helyette Benton őrmester kapja meg a szerepét.

## Epizódok listája
| Epizód sorszáma | Bemutató napja     | Hossza | Nézők száma (millió) | Formátum                    |
| --------------- | ------------------ | ------ | -------------------- | --------------------------- |
| 1               | 1972. december 30. | 24:39  | 9,6                  | Pal 2-s színes videókazetta |
| 2               | 1973. január 6.    | 24:18  | 10,8                 | Pal 2-s színes videókazetta |
| 3               | 1973. január 13.   | 24:22  | 8,8                  | Pal 2-s színes videókazetta |
| 4               | 1973. január 20.   | 25:04  | 11,9                 | Pal 2-s színes videókazetta |

## Könyvkiadás
A könyvváltozatát 1975. november 20.-n adta ki a Target könyvkiadó.
A könyvben kiderül, hogy miért van Omega, a barlangjában: létrehozott egy földies környezetű helységet. Itt a második Doktort "Doctor Two"-nak (Doktor kettő) nevezik. Továbbá Mr. Ollis-t Hollis-ra nevezték át.

## További sugárzások, otthoni kiadás
A BBC Two megismételte 1981 novemberében megismételte napi rendszerességgel (hétfőnként és csütörtökönként, 1981. november 23.-s és 26-a között) délután 5 óra 40-kor (17:40-kor) a "The Five Faces of Doctor Who" részeként.
Otthoni megjelenések:
- VHS-n 1992 augusztusában adták ki.
  - 2002-n pedig újra kiadták a "The Time Lord Collection" című dobozban.
- DVD-n 2003 novemberében adták ki, mikor volt a sorozat 40. évfordulója.
  - Ezt felújítva speciális effektekkel és új extrákkal 2012. február 13.-n adták ki a Revisitations dobozban.

### Fordítás
- Ez a szócikk részben vagy egészben  a   The Three Doctors (Doctor_Who) című angol Wikipédia-szócikk fordításán alapul.  Az eredeti cikk szerkesztőit annak laptörténete sorolja fel. Ez a jelzés csupán a megfogalmazás eredetét és a szerzői jogokat jelzi, nem szolgál a cikkben szereplő információk forrásmegjelöléseként.